# Advanced Maryland Automatic Network Disk Archiver
Advanced Maryland Automatic Network Disk Archiver（Amanda）は、オープンソースのアーカイビングツールであり、コンピュータネットワーク上の複数のコンピュータに分散して存在するデータのバックアップが可能である。クライアントサーバモデルであり、以下を含む。
- バックアップサーバとクライアント
- テープサーバ
- インデックスサーバ

これら3つのサーバは同じマシン上で動作させる必要はない。
Amandaは当初メリーランド大学カレッジパーク校で開発され、BSD風のライセンスでリリースされていた。フリーなコミュニティ版と完全サポートのエンタープライズ版がある。ほとんどのUnix系やLinux系システムで動作する。SambaまたはCygwinを使えばWindowsもサポートできるし、Win32ネイティブのクライアントもある。
磁気テープでのバックアップとハードディスクでのバックアップを両方サポートしており、他のバックアップ製品にはない便利な機能もある。例えば、バックアップが1本のテープに収まらない場合、複数本のテープに分割して格納する機能がある。また、知的スケジューラがあり、バックアップを含めた計算リソース利用の最適化を図ることができる。